# كريس غيلبرت
كريس غيلبرت (16 أبريل 1984 في المملكة المتحدة - ) (بالإنجليزية: Chris Gilbert)‏ هو لاعب كريكت بريطاني. لعب مع نادي مقاطعة يوركشاير للكريكت ‏.

## وصلات خارجية
- كريس غيلبرت على موقع إي آس بي آن كريك إنفو (الإنجليزية)